# Tułkowice (Wiśniowa)
Tułkowice ist eine Ortschaft mit einem Schulzenamt der Gemeinde Wiśniowa im Powiat Strzyżowski der Woiwodschaft Karpatenvorland in Polen.

## Geographie
Der Ort liegt im Strzyżów-Gebirge. Die Nachbarorte sind Dobrzechów im Südosten, Markuszowa im Süden, Kożuchów im Westen sowie Różanka und Grodzisko im Nordosten.

## Geschichte
Die erste bekannte urkundliche Erwähnung von Tułkowice stammt aus dem Jahr 1279. Der päpstliche Legat Bischof Filip erteilte in Buda (Ungarn) dem Abt des Zisterzienserordens in Koprzywnica das Recht, Steuern in villa Tylconis einzutreiben. Später folgten die Erwähnungen Tilkonitz (1282), Tilkouicz (1338), Tilkowicze (1416, 1420), Tilkow (1430), Thilkow (1432), Thylkowicze (1457) usw. Der ursprüngliche patronymische Name deutet auf den Personennamen Tył (schon im 13. Jahrhundert verbreitet) bzw. Tyłek/Tyłko (populär im 14. Jahrhundert). Die Alternation y→u (tyłek ist heute im Polnischen pejorativ) fand im späten 15. Jahrhundert statt (Tolkowicze – 1474, Tylkowicze – 1475, Tulkowicze – 1490/1581).
Das Dorf gehörte zur Adelsrepublik Polen-Litauen, Woiwodschaft Sandomir, Kreis Pilzno. Bei der Ersten Teilung Polens kam Tułkowice 1772 zum neuen Königreich Galizien und Lodomerien des habsburgischen Kaiserreichs (ab 1804).
Nach dem Ende des Ersten Weltkriegs und dem Zusammenbruch der Habsburgermonarchie kam Tułkowice 1918 zu Polen. Unterbrochen wurde dies nur durch die deutsche Besetzung Polens im Zweiten Weltkrieg. Von 1975 bis 1998 gehörte Tułkowice zur Woiwodschaft Rzeszów.